# 麥克·伍德森
麥克爾·迪安“麥克”伍德森（英語：Michael Dean "Mike" Woodson，1958年3月24日—），出生于印第安納波利斯，美国前职业篮球运动员。
伍德森在1980年NBA选秀中于第一轮第12位被纽约尼克斯選中。1981年，伍德森转而效力堪薩斯城國王，1986年又转会纽约尼克斯。1988年伍德森转投休斯顿火箭，1990年伍德森转投克里夫蘭騎士，1990年退役。
1996年至2004年，伍德森曾經擔任密爾瓦基公鹿、克里夫蘭騎士、費城76人及底特律活塞，2004年跟著拉里·布朗贏得美國職業籃球聯賽總冠軍，次年接替泰瑞·斯托茨擔任亚特兰大老鹰主教練。2011年至2012年伍德森擔任纽约尼克斯队助理教練，因纽约尼克斯隊總教練麥克·狄安東尼2011年辭職，由伍德森代理，次年开始执教纽约尼克斯队至2014年。
被大多數的NBA觀察家認為不信任非美籍(美裔)球員，故讓部分球員雖有優異的火力、良好的球場視野、速度奇快或厚實的防禦技巧，但因為身為非美籍(美裔)球員，導致上場時間被壓縮，只能當替補或在垃圾時間舒展其技巧，甚至整場坐板凳。更因為其喜歡的戰術偏向於快攻而非跑轟戰術或旋風攻擊，所以速度較快的球員無法發揮其潛力，甚而導致受傷。最著名的例子就是｢豪小子｣林書豪。
前總教練布朗（Larry Brown）指責纽约尼克斯隊對現任主帥伍德森（Mike Woodson）不公平的對待，伍德森需「光榮退場」。
2014年4月21日，纽约尼克斯隊總管菲爾·傑克森（Phil Jackson）宣布開除麥克·伍德森（Mike Woodson）與他的教練團。
2020年8月8日，伍德森（Mike Woodson）重返紐約尼克擔任希伯杜(Tom Thibodeau)的助理教練。
2021年3月28日，伍德森（Mike Woodson）已六年合約接受母校印第安那大學接任總教練。
2025年2月7日，印第安那大學布伍德森將在2024-25賽季結束後辭去主教練職務。

## 總教練戰績
| 隊伍 | 年份    | 常規賽 | 常規賽 | 常規賽 | 常規賽 | 常規賽           | 季後賽     |
| 隊伍 | 年份    | 比賽   | 勝     | 負     | 勝率   | 排名             | 季後賽     |
| ---- | ------- | ------ | ------ | ------ | ------ | ---------------- | ---------- |
| ATL  | 2004-05 | 82     | 13     | 69     | .159   | 東南賽區第五名   | 未進入     |
| ATL  | 2005-06 | 82     | 26     | 56     | .317   | 東南賽區第五名   | 未進入     |
| ATL  | 2006-07 | 82     | 30     | 52     | .366   | 東南賽區第五名   | 未進入     |
| ATL  | 2007-08 | 82     | 37     | 45     | .451   | 東南賽區第三名   | 第一輪失利 |
| ATL  | 2008-09 | 82     | 47     | 35     | .580   | 東南賽區第二名   | 第二輪失利 |
| ATL  | 2009-10 | 82     | 53     | 29     | .646   | 東南賽區第二名   | 第二輪失利 |
| NYK  | 2011-12 | 24     | 18     | 6      | .646   | 大西洋賽區第二名 | 第一輪失利 |
| NYK  | 2012-13 | 82     | 54     | 28     | .646   | 大西洋賽區第一名 | 第二輪失利 |
| NYK  | 2013-14 | 82     | 37     | 45     | .451   | 大西洋賽區第三名 | 未进入     |
| 總計 | 總計    | 680    | 315    | 365    | .463   |                  |            |